# Never Let Me Down
Albums de David Bowie
Labyrinth
(1986) Sound + Vision
(1989)
Singles
1. Day-In Day-Out
Sortie : mars 1987
2. Time Will Crawl
Sortie : juin 1987
3. Never Let Me Down
Sortie : août 1987

Never Let Me Down est le dix-septième album studio de l'artiste britannique David Bowie paru le 20 avril 1987 via EMI America Records. Après une série de projets divers, Bowie espérait faire son prochain disque différemment à la suite de l'échec critique de Tonight (1984). Il a été enregistré aux studios Mountain à Montreux, en Suisse, et à la Power Station de New York de septembre à novembre 1986. Il a été coproduit par Bowie et David Richards et comportait des contributions de Peter Frampton à la guitare. Musicalement, Never Let Me Down est marqué par un retrour au rock voulu par l'artiste après deux albums de pop dansante. La pochette présente Bowie entouré de nombreux éléments des chansons.
Sorti avec des durées d'albums différentes sur vinyle et CD, Never Let Me Down a été un succès commercial en Europe, atteignant la sixième place au Royaume-Uni. Trois singles sont sortis, qui ont tous atteint le Top 40 britannique. Malgré cela, l'album a été mal accueilli par les fans et les critiques, sa production étant critiquée. Bowie l'a soutenu lors du Glass Spider Tour, du nom de l'un des morceaux, une tournée mondiale qui était à l'époque la tournée la plus grande, la plus théâtrale et la plus élaborée qu'il ait entreprise dans sa carrière. La tournée, comme l'album, a été un succès commercial mais a été critiquée par la critique. L'échec critique de l'album et de la tournée ont conduit Bowie à chercher une nouvelle orientation artistique, le conduisant à créer le groupe de rock Tin Machine en 1989; il n'a pas sorti d'autre album solo avant Black Tie White Noise en 1993.
Rétrospectivement, Never Let Me Down est généralement considéré comme l'un des pires albums de Bowie, bien que ses biographes le considèrent meilleur à Tonight, nombreuses à considérer que les années 80 furent un des moments les plus pauvres de la carrière de Bowie en matière de créativité et d'intégrité artistique. Un morceau, Too Dizzy, a été supprimé des rééditions ultérieures en raison de l'aversion de Bowie pour celui-ci. Tout au long de sa vie, Bowie a critiqué les arrangements et la production de ce disque, tout en admettant son affection pour beaucoup de ses chansons. Il a exprimé le désir de refaire l'album à plusieurs reprises, remixant finalement Time Will Crawl pour l'inclure dans sa rétrospective de carrière iSelect (2008). L'ingénieur du son chargé du remix, Mario J. McNulty, a concrétisé l'idée de Bowie de refaire tout l'album en 2018. Sorti dans le cadre du coffret Loving the Alien (1983-1988), Never Let Me Down 2018 propose une nouvelle production et instrumentation tout en gardant le chant d'origine de Bowie. Les critiques considèrent la nouvelle version comme une amélioration par rapport à l'album original.

## Histoire

### Contexte
Après le succès international de l'album Let's Dance (1983) et de la tournée Serious Moonlight Tour, David Bowie est devenu un artiste connu des masses, mais il ne ressent aucune connexion avec son nouveau public. L'échec critique de Tonight (1984) l'incite à remettre en question ses choix artistiques récents. Pour son album suivant, il souhaite revenir au rock 'n' roll et s'entourer d'un groupe de musiciens plus réduit.

### Enregistrement
Bowie passe une partie de l'année 1986 dans son chalet en Suisse avec son ami Iggy Pop. Durant cette période, il écrit les chansons qui aboutissent sur Never Let Me Down et les enregistre sous forme de démo avec le multi-instrumentiste Erdal Kızılçay avant d'entrer en studio pour les boucler avec les autres musiciens. Pour la première fois depuis Scary Monsters (and Super Creeps), Bowie ne se contente pas de chanter : il joue des claviers, de la guitare rythmique et même de la guitare solo sur les titres New York's in Love et '87 and Cry.

### Parution et accueil
Never Let Me Down sort le 20 avril 1987. Les ventes sont d'abord bonnes, mais elles déclinent rapidement au fur et à mesure que paraissent les critiques, qui sont dans l'ensemble mitigées.

## Caractéristiques artistiques
Contrairement à son habitude, Bowie aborde des sujets politiques d'actualité dans plusieurs chansons. Day-In Day-Out, le premier single, évoque la situation des sans-abris aux États-Unis, tandis que '87 and Cry s'adresse à Margaret Thatcher, alors Premier ministre du Royaume-Uni. Time Will Crawl, le deuxième single, est écrite en réaction à la catastrophe nucléaire de Tchernobyl. D'autres chansons sont plus personnelles. La chanson-titre de l'album est ainsi une ode à Corinne Schwab, dite « Coco », l'assistante de Bowie depuis le début des années 1970.
Alors que cinq des neuf chansons de Tonight étaient des reprises, Never Let Me Down n'en comprend qu'une seule : Bang Bang, qui clôture l'album, est une chanson d'Iggy Pop sortie en 1981 sur l'album Party.

## Fiche technique

### Chansons

#### Album original
La plupart des chansons de l'album figurent dans des versions légèrement plus courtes sur le vinyle par rapport au CD. Ce dernier dure ainsi cinq minutes de plus que le 33 tours.
| 1. | Day-In Day-Out    |                            | 4:38 |
| 2. | Time Will Crawl   |                            | 4:18 |
| 3. | Beat of Your Drum |                            | 4:32 |
| 4. | Never Let Me Down | David Bowie, Carlos Alomar | 4:03 |
| 5. | Zeroes            |                            | 5:46 |

| 33 tours, face 2 | 33 tours, face 2              | 33 tours, face 2            | 33 tours, face 2 | 33 tours, face 2 | 33 tours, face 2 | 33 tours, face 2 | 33 tours, face 2 | 33 tours, face 2 | 33 tours, face 2 |
| No               | Titre                         | Auteur                      | Durée            |                  |                  |                  |                  |                  |                  |
| ---------------- | ----------------------------- | --------------------------- | ---------------- | ---------------- | ---------------- | ---------------- | ---------------- | ---------------- | ---------------- |
| 6.               | Glass Spider                  |                             | 4:56             |                  |                  |                  |                  |                  |                  |
| 7.               | Shining Star (Makin' My Love) |                             | 4:05             |                  |                  |                  |                  |                  |                  |
| 8.               | New York's in Love            |                             | 3:55             |                  |                  |                  |                  |                  |                  |
| 9.               | '87 and Cry                   |                             | 3:53             |                  |                  |                  |                  |                  |                  |
| 10.              | Too Dizzy                     | David Bowie, Erdal Kızılçay | 3:58             |                  |                  |                  |                  |                  |                  |
| 11.              | Bang Bang                     | Iggy Pop, Ivan Král         | 4:02             |                  |                  |                  |                  |                  |                  |
| 48:06            |                               |                             |                  |                  |                  |                  |                  |                  |                  |

| CD    | CD                                      | CD                          | CD    | CD | CD | CD | CD | CD | CD |
| No    | Titre                                   | Auteur                      | Durée |    |    |    |    |    |    |
| ----- | --------------------------------------- | --------------------------- | ----- | -- | -- | -- | -- | -- | -- |
| 1.    | Day-In Day-Out                          |                             | 5:35  |    |    |    |    |    |    |
| 2.    | Time Will Crawl                         |                             | 4:18  |    |    |    |    |    |    |
| 3.    | Beat of Your Drum                       |                             | 5:03  |    |    |    |    |    |    |
| 4.    | Never Let Me Down                       | David Bowie, Carlos Alomar  | 4:03  |    |    |    |    |    |    |
| 5.    | Zeroes                                  |                             | 5:46  |    |    |    |    |    |    |
| 6.    | Glass Spider                            |                             | 5:30  |    |    |    |    |    |    |
| 7.    | Shining Star (Makin' My Love)           |                             | 5:04  |    |    |    |    |    |    |
| 8.    | New York's in Love                      |                             | 4:32  |    |    |    |    |    |    |
| 9.    | '87 and Cry                             |                             | 4:18  |    |    |    |    |    |    |
| 10.   | Too Dizzy (édition originale seulement) | David Bowie, Erdal Kızılçay | 3:58  |    |    |    |    |    |    |
| 11.   | Bang Bang                               | Iggy Pop, Ivan Král         | 4:28  |    |    |    |    |    |    |
| 53:07 |                                         |                             |       |    |    |    |    |    |    |

#### Rééditions
La chanson Too Dizzy est omise de toutes les rééditions de l'album à la demande de Bowie.
En 1995, Never Let Me Down a été réédité au format CD chez Virgin Records avec trois chansons supplémentaires.
| 11. | Julie (face B du single Day-In Day-Out)                                   |                             | 3:45 |
| 12. | Girls (face B du single Time Will Crawl)                                  | David Bowie, Erdal Kızılçay | 5:38 |
| 13. | When the Wind Blows (de la bande originale du film Quand souffle le vent) | David Bowie, Erdal Kızılçay | 3:36 |

Une version remasterisée de l'album est publiée par EMI en 1999, sans pistes bonus. Le coffret Loving the Alien (1983–1988), publié en 2018, comprend une nouvelle version remasterisée de Never Let Me Down ainsi que Never Let Me Down 2018, une version entièrement réenregistrée de l'album.

### Musiciens
- David Bowie : chant, chœurs, guitare, claviers, Mellotron, Moog, harmonica, tambourin
- Carlos Alomar : guitare, guitare-synthétiseur, tambourin, chœurs
- Peter Frampton : guitare solo, sitar
- Carmine Rojas : basse
- Erdal Kızılçay : claviers, batterie, basse, trompette, violon, chœurs
- Philippe Saisse : piano
- Stan Harrison : saxophone alto
- Steve Elson : saxophone baryton
- Lenny Pickett : saxophone ténor
- Earl Gardner : bugle
- Laurie Frink : trompette
- Errol « Crusher » Bennett : percussions

### Musiciens invités
- Sid McGinnis : guitare solo sur Day-In Day-Out, Time Will Crawl et Bang Bang
- Mickey Rourke : rap sur Shining Star (Makin' My Love)
- Robin Clark, Loni Groves, Diva Gray, Gordon Grody : chœurs

### Équipe de production
- David Bowie : producteur
- David Richards : producteur, ingénieur du son assistant
- Malcolm Pollack : ingénieur du son
- Bob Clearmountain : mixage
- Bob Ludwig : mixage
- Andre Gauchat, Jon Goldberger, Christopher A. Scott, Justin Shirley Smith : ingénieurs du son assistants
- Mick Haggerty : conception de la pochette
- Greg Gorman (en) : photographie

### Classements et certifications

#### Classements hebdomadaires
| Classement (1987) | Meilleure place |
| ----------------- | --------------- |
| France (SNEP)     | 6               |

#### Certifications
| Pays          | Certification | Ventes  |
| ------------- | ------------- | ------- |
| France (SNEP) | Or            | 100 000 |

## Never Let Me Down 2018
Albums de David Bowie
Welcome to the Blackout (Live London '78)
(2018) Glastonbury 2000
(2018)
Singles
1. Zeroes (2018 version)
Sortie : 19 juillet 2018

Bowie a envisagé l'idée de réenregistrer des morceaux de Never Let Me Down presque immédiatement après avoir rencontré Gabrels à la fin des années 1980, mais le guitariste l'en a dissuadé. Bowie l'a envisagé plus tard dans les années 1990 et à nouveau en 2008, lorsqu'il a demandé à l'ingénieur du son Mario J. McNulty de remixer Time Will Crawl pour la compilation des chansons favorites sélectionnées par l'artiste, iSelect. Le même mixage a ensuite été inclus dans la compilation couvrant toute la carrière Nothing Has Changed (2014). À l'époque, Bowie avait dit: "Oh, refaisons le reste de cet album". En 2018, deux ans après la mort de Bowie, le label Parlophone concrétise l'idée de l'artiste. Au début de cette année-là, des musiciens comme Gabrels, David Torn, Sterling Campbell, Tim Lefebvre, Nico Muhly et Laurie Anderson ont commencé à enregistrer aux studios Electric Lady à New York de janvier à mars,. Parmi ces musiciens, Torn, Campbell, Lefebvre et Gabrels ont tous été sélectionnés par Bowie avant sa mort pour participer au projet. En juillet 2018, il a été annoncé qu'une nouvelle version de l'album, intitulée Never Let Me Down 2018, sortirait en octobre de la même année. L'album comprend des "illustrations nouvellement" remixées "", des images inédites de la séance photo de l'album original, et a été publié dans le cadre du coffret 2018 Loving the Alien (1983-1988).
McNulty s'inspire de l'expérience de la création du remix Time Will Crawl pour influencer son approche de la production de cette version de l'album. Il a reçu les bandes maîtresses du label et "a conservé toutes les voix de Bowie", certaines des guitares acoustiques originales et "tout ce qui est distinctif" sur la chanson, comme la guitare rythmique d'Alomar sur Never Let Me Down et le sitar de Frampton sur Zeroes. Il a envoyé des mixages approximatifs, appelés "stems", à chaque musicien comme base avec des idées de ce qu'ils devraient enregistrer. Chaque musicien a enregistré ses parties séparément et n'était généralement pas en studio ensemble, bien que Torn et Gabrels aient enregistré ensemble pendant une journée à un moment donné.
Pour Day-In Day-Out, McNulty a découvert que Bowie avait enregistré les Borneo Horns lors des sessions de l'album, mais les avait à un moment donné remplacés par des cuivres synthétisés. McNulty a restauré les cuivres en direct dans la nouvelle version, qui a "un pied dans le passé et un autre dans le présent", en disant "c'était difficile. La plupart des paroles sont assez sombres, mais tout le reste est presque édifiant... J'ai juste pensé, 'Cela a du sens de faire quelque chose de brillant.'" Pour New York's in Love, Gabrels voulait que le nouvel enregistrement reflète le changement à New York, en disant "[la ville] n'a plus rien à voir avec le  blues. C'est plus multiculturel... Je voulais refléter ce changement avec ce que j'ai fait [jouer]... J'ai dit à Mario, 'Envoie cette chanson et laisse-moi voir ce qui se passe.'... J'ai parcouru toute la chanson en solo et j'ai essayé différentes choses, et j'ai réagi à ce qui se passait. Quand la chanson s'est terminée, Mario m'a regardé et a dit : "Eh bien, une de faite !" [des rires]".
McNulty a remplacé de nombreuses parties de synthétiseur tout au long de l'album par des cordes, en disant: "Il y avait beaucoup de synthétiseurs aléatoires issus du projet Labyrinth qui se cachaient en arrière-plan. J'étais assez confiant que je pouvais faire beaucoup de ce travail avec des cordes." Anderson a remplacé Rourke pour le remix de Shining Star. O'Leary n'aimait pas son apparence, la trouvant "intrigante en théorie" mais médiocre dans la pratique. Concernant la chanson, McNulty a déclaré: "La programmation [originale] est un gâchis et le rap sort de nulle part. J'essayais juste de trouver les bons éléments pour s'adapter à la chanson. Heureusement, je sais que David et Laurie Anderson étaient de bons amis et elle a dit oui à ça [enregistrer de nouvelles voix pour la chanson] et c'était vraiment super de sa part." Les musiciens originaux Alomar et Kızılçay ne faisaient pas partie de la reproduction. Alomar a approuvé les changements, mais Kızılçay n'était pas satisfait des nouveaux arrangements et a menacé de poursuites en conséquence.
La sortie du coffret a été précédée de la sortie numérique du single Zeroes (2018) (Radio Edit) en juillet 2018, et d'un single physique 7" en septembre 2018, accompagné d'un montage radio de la version 2018 de Beat of your Drums.

### Liste des titres
Toutes les chansons sont écrites et composées par David Bowie, sauf mention contraire.
| 1.    | Day-In Day-Out                                            | 5:26 |
| 2.    | Time Will Crawl                                           | 4:26 |
| 3.    | Beat of Your Drum                                         | 5:27 |
| 4.    | Never Let Me Down (Bowie, Alomar)                         | 4:26 |
| 5.    | Zeroes                                                    | 5:06 |
| 6.    | Glass Spider                                              | 6:53 |
| 7.    | Shining Star (Makin' My Love) (featuring Laurie Anderson) | 5:32 |
| 8.    | New York's in Love                                        | 4:33 |
| 9.    | '87 and Cry                                               | 4:25 |
| 10.   | Bang Bang (Pop, Kral)                                     | 4:42 |
| 50:56 |                                                           |      |

### Personnel
D'après le livret du coffret Loving the Alien (1983–1988) :
Production
- David Bowie : producteur, compositeur
- David Richards : producteur
- Mario J. McNulty : mixage, enregistrement, producteur
- Recorded at Electric Lady Studios and Incognito Studios, New York City
- Mixed at Incognito Studios, New York City
- Ernesto Valenzuela and Gosha Usov : assistants ingénieur du son
- Gustavo Remor : technicien batterie
- Greg Gorman : photographe

Musiciens additionnels
- Reeves Gabrels : guitare
- David Torn : guitare
- Tim Lefebvre : basse
- Sterling Campbell : batterie
- Steven Wolf : batterie, basse
- Laurie Anderson : voix parlée sur Shining Star (Makin' My Love)
- Mario J. McNulty :  percussion
- Nico Muhly : arrangements cordes sur Beat of Your Drum, Never Let Me Down et Bang Bang
- Rob Moose, Laura Lutzke, Nadia Sirota et Gabriel Cabezas : violon sur Beat of Your Drum, Never Let Me Down et Bang Bang
- Gregor Kitzis : arrangements cordes sur Time Will Crawl
- Krista Bennion Feeney, Robert Chausow et Martha Mooke : violon sur Time Will Crawl
- Matthew Goeke : violoncelle sur Time Will Crawl